# Ökörfarkkórócincér
Az ökörfarkkórócincér (Agapanthia kirbyi) a cincérfélék családjába tartozó, Dél-Európában és Nyugat-Ázsiában honos, ökörfarkkórón élő bogárfaj. 

## Megjelenése
Az ökörfarkkórócincér testhossza 13-26 mm. Testalkata közeli rokonaihoz képest kissé zömök. Feje a többi cincérhez hasonlóan a test tengelyére merőlegesen, lefelé mutat. Alapszíne fekete, de szinte egész testét élénk szürkéssárga szőrök fedik. A szárnyfedők szőrözete egész felületükön egyenletes. A pajzsocskán (scutellum), az előtor közepén és két oldalán, a fej közepén és a homlokon sűrű, élénksárga szőrökből álló rajzolat látható. Csápízei a 3. íztől sárgán gyűrűzöttek, az ízek végén (különösen a 3-5.) hosszabb fekete szőrök találhatók. Előtora nagyon durván, szemecskésen pontozott, a szárnyfedők elöl durván, hátrafelé fokozatosan finomabban pontozottak.

## Elterjedése és életmódja
Dél-Európában (az Ibériai-félszigettől Dél-Oroszországig, de a Kárpát-medencében is) és Nyugat-Ázsiában (Kis-Ázsia, Kaukázus, Kaszpi-tenger környéke) honos. Magyarországon ritka, főleg az Alföldön és a dombvidékeken fordul elő. 
Lárvája különféle ökörfarkkórók (főleg a csilláros ökörfarkkóró) szárában él. Az imágó május-júniusban rajzik, elsősorban a tápnövényén található meg. 

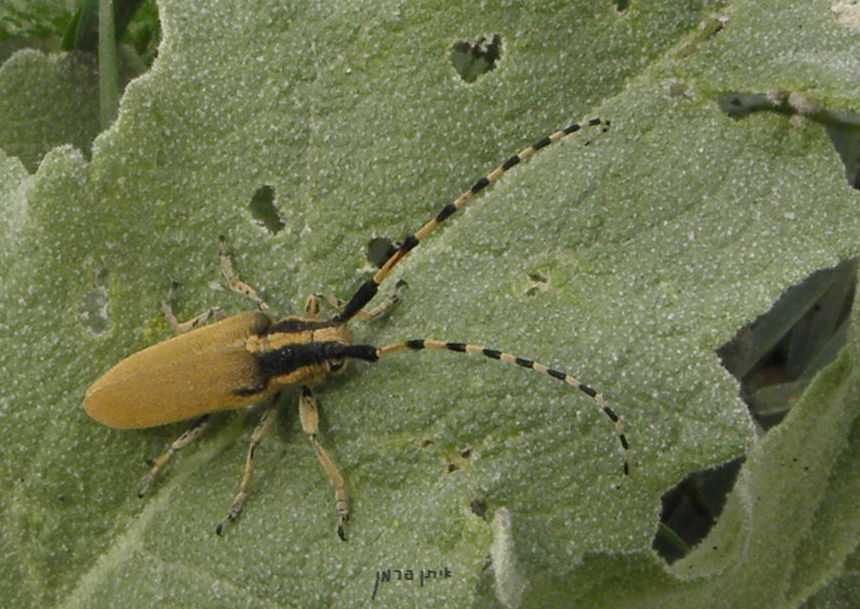
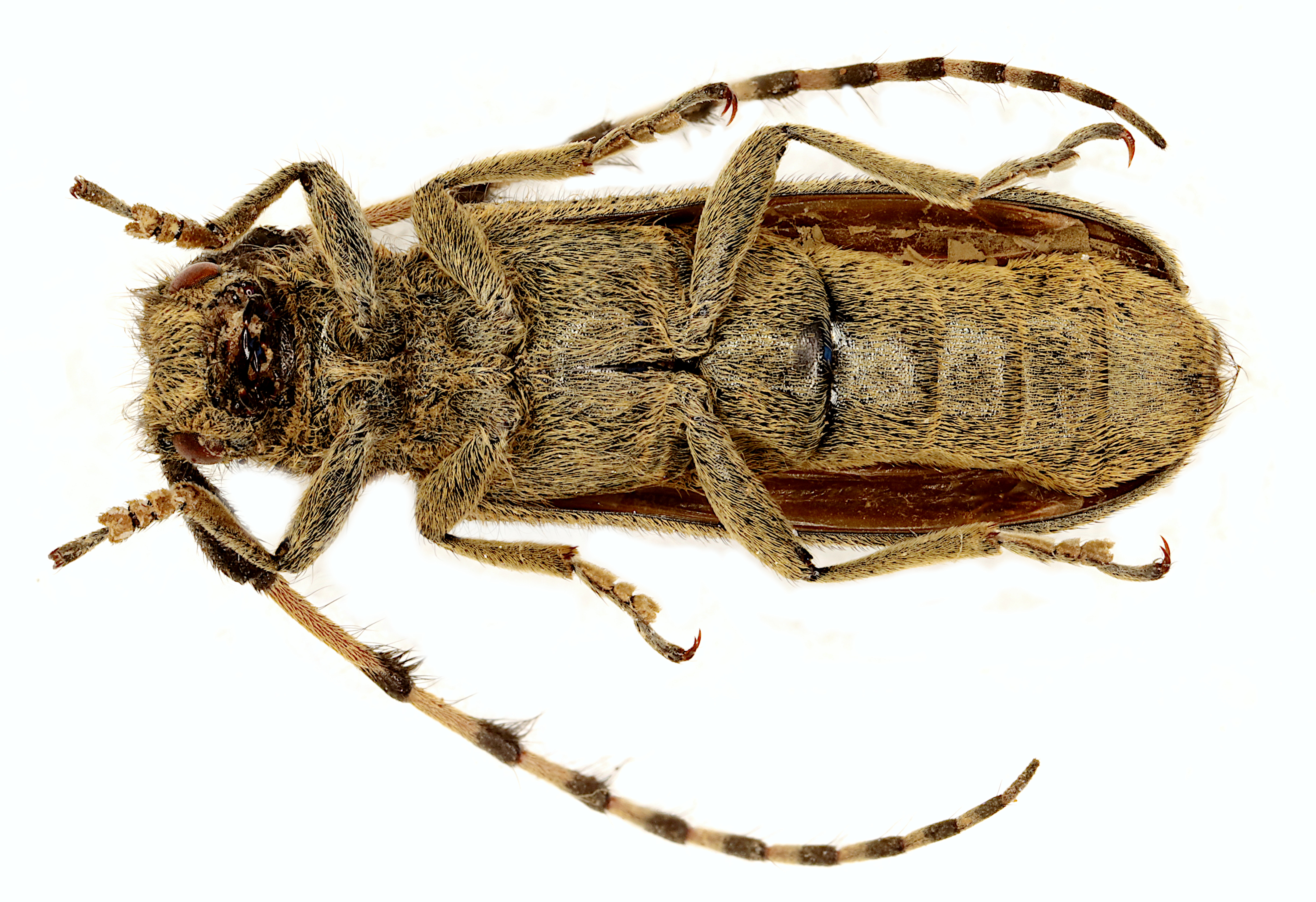
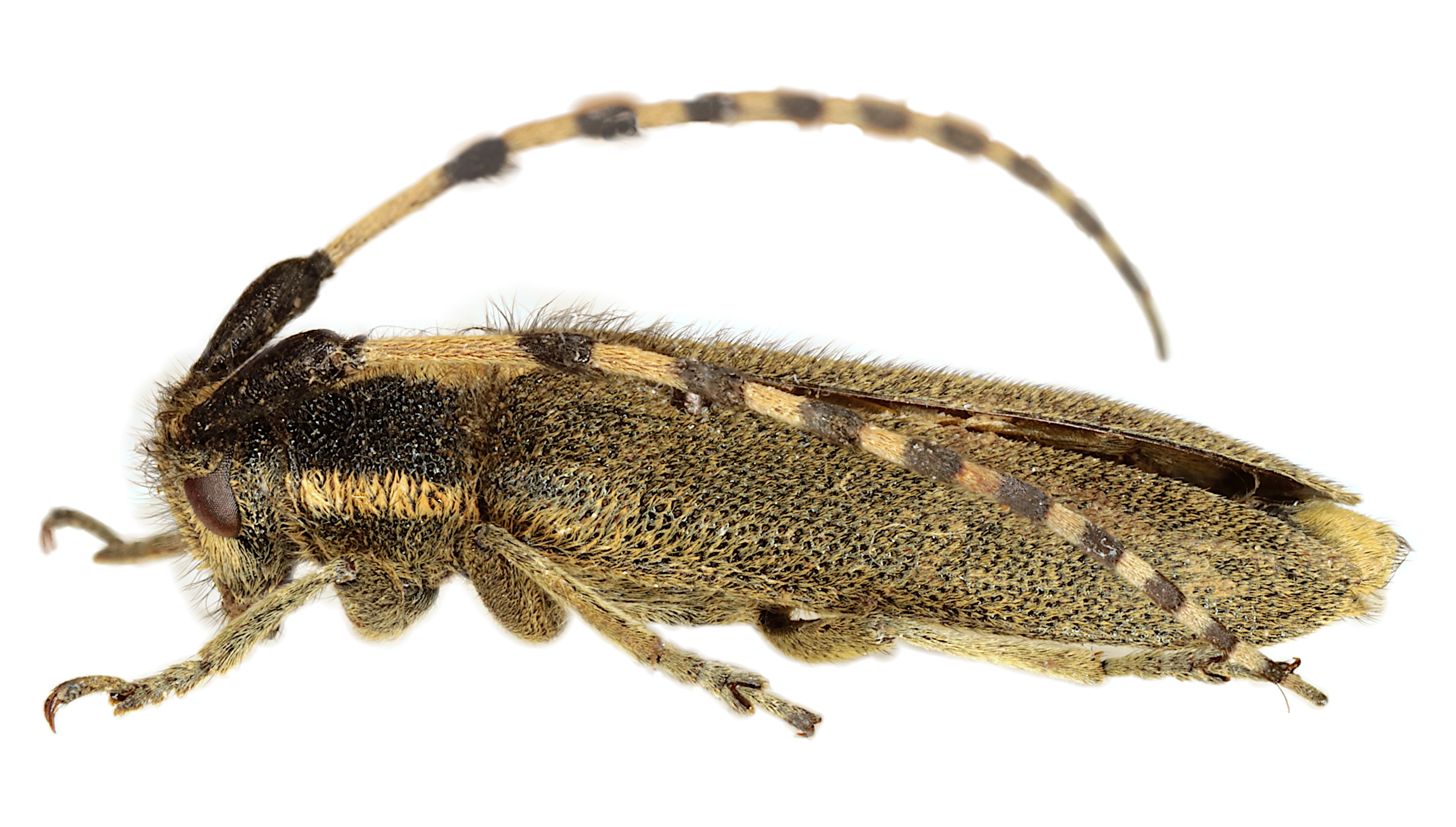
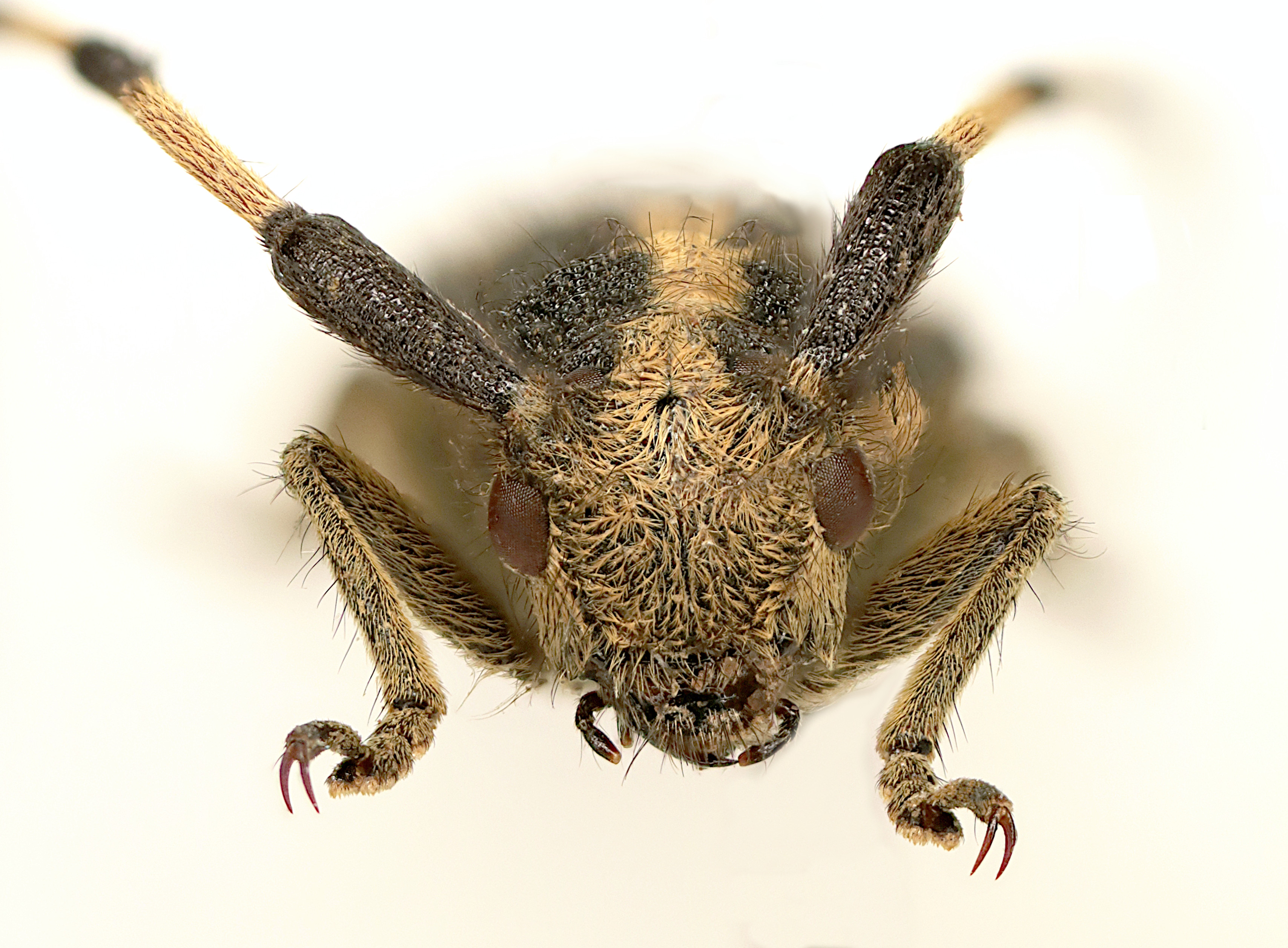
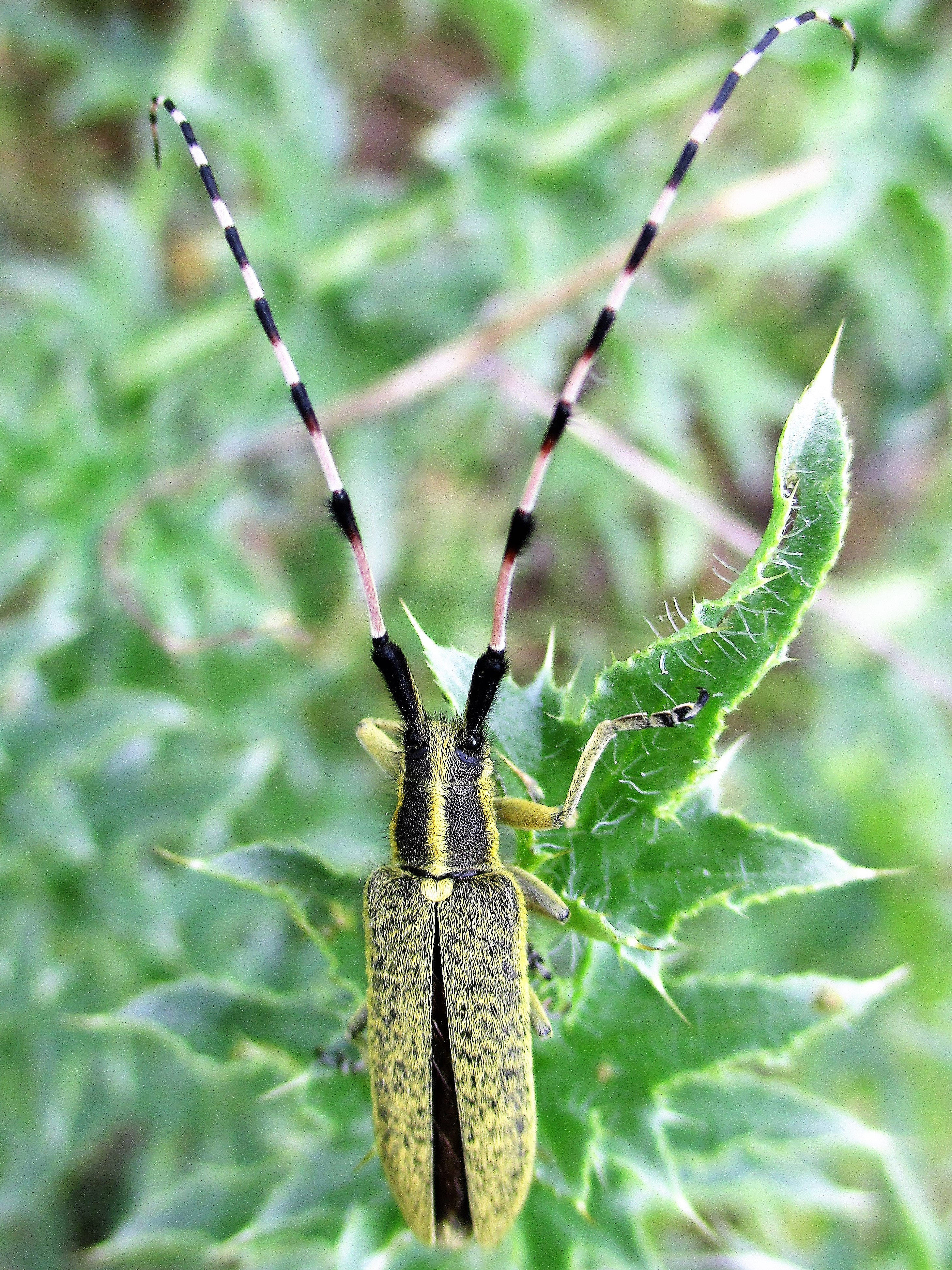

Magyarországon nem védett.